# Hello Venus
Hello Venus (coréen : 헬로비너스 ; souvent stylisé HELLOVENUS) est un girl group sud-coréen formé par Tricell Media, une coentreprise entre Pledis Entertainment et Fantagio, en 2012. Il est annoncé en juillet 2014 que les deux compagnies avaient mis fin à leur partenariat, les membres ont donc continués sous Fantagio,.
C'est le second girl group a débuté sous Pledis Entertainment (l'autre étant After School). Le groupe est composé de Nara, Alice, Lime, Yooyoung, Seoyoung et Yeoreu
Les Hello Venus se sont également séparé le 26 avril 2019.

## Carrière

### 2014: Changement de membres etSticky Sticky
Le 31 juillet 2014, Tricell Media a annoncé les départs de deux membres, Yoo Ara et Yoonjo. Les quatre membres restantes continueront sous Fantagio.
Le 22 octobre, deux nouvelles membres s'ajoutent au groupe : Seoyoung et Yeoreum, pour leur retour avec un quatrième single album le 6 novembre. Ainsi, le 6 novembre, les filles font leur retour avec un titre produit par Brave Brothers et Elephant Kingdom, qui est accompagné de son clip, "Sticky Sticky", le concept visuel permet au groupe d'afficher une image plus sexy et plus adulte qu'à ses débuts. Elles ont d'ailleurs commencées les promotions du titre le même jour au M! Countdown.

### 2015-maintenant:Wiggle WiggleetI'm Ill
Fin décembre 2014, il est annoncé que les Hello Venus allaient avoir leur propre version du titre "Wiggle" de Jason Derulo. Ainsi, le 9 janvier 2015, le clip vidéo de "Wiggle Wiggle" est mis en ligne, il a d'ailleurs été interdit aux mineurs.
Le 6 juillet 2015, il est confirmé que les Hello Venus sont en pleine préparation de leur retour qui se tiendra le 22 juillet. Le 22 juillet, le groupe fait son retour avec la mise en ligne du clip de la version performance de « I'm Ill », la signification du titre coréen est « je suis une œuvre d'art », titre qui a été produit par Brave Brothers. Le groupe s'est également produit dans un club de Séoul quelques jours plus tôt pour dévoiler en avant-première son nouveau titre phare. Les filles ont commencé leur cycle de promotions le même jour au Show Champion. Le 27 juillet, le clip vidéo officiel de "I'm Ill" est mis en ligne.

## Fan-club
Les fans de Hello Venus se nomment « Hello Cupid ».

## Membres
| Nom de scène | Nom de scène | Nom de naissance | Nom de naissance | Date de naissance | Nationalité  | Position                                                       |
| Romanisé     | Coréen       | Romanisé         | Coréen           | Date de naissance | Nationalité  | Position                                                       |
| ------------ | ------------ | ---------------- | ---------------- | ----------------- | ------------ | -------------------------------------------------------------- |
| Alice        | 앨리스       | Song Joo-hee     | 송주희           | 21 mars 1990      | Sud-coréenne | Leader, chanteuse principale, visage du groupe                 |
| Nara         | 나라         | Kwon Nara        | 권나라           | 13 mars 1991      | Sud-coréenne | Chant, visuel                                                  |
| Lime         | 라임         | Kim Hye-lim      | 김혜림           | 19 janvier 1993   | Sud-coréenne | Rappeuse principale, danseuse principale, chanteuse secondaire |
| Seoyoung     | 서영         | Lee Seo-young    | 이서영           | 27 juin 1994      | Sud-coréenne | Chanteuse secondaire                                           |
| Yooyoung     | 유영         | Lee Yoo-young    | 이유영           | 23 janvier 1995   | Sud-coréenne | Rappeuse secondaire, danseuse secondaire, chant                |
| Yeoreum      | 여 름        | An Chae-yeon     | 안채연           | 4 juin 1996       | Sud-coréenne | Chant, maknae                                                  |

### Anciens membres
| Nom de scène | Nom de scène | Nom de naissance | Nom de naissance | Date de naissance | Nationalité  | Position                     |
| Romanisé     | Coréen       | Romanisé         | Coréen           | Date de naissance | Nationalité  | Position                     |
| ------------ | ------------ | ---------------- | ---------------- | ----------------- | ------------ | ---------------------------- |
| Ara          | 아라         | Yoo Ara          | 유아라           | 26 septembre 1992 | Sud-coréenne | Leader, chanteuse principale |
| Yoonjo       | 윤조         | Shin Yoon-jo     | 신윤조           | 14 décembre 1992  | Sud-coréenne | Chanteuse principale         |

## Discographie

### Extended plays
| Titre                                                                                       | Détails | Meilleure position | Ventes                    |
| Titre                                                                                       | Détails | COR                | Ventes                    |
| ------------------------------------------------------------------------------------------- | --- | ------------------ | ------------------------- |
| Venus                                                                                       | - Date de sortie : 9 mai 2012 - Réédition (Like a Wave) : 4 juillet 2012 - Label : Tricell Media - Formats : CD, téléchargement numérique | —                  | - COR:                    |
| What Are You Doing Today? (오늘 뭐해?)                                                      | - Date de sortie : 12 décembre 2012 - Label : Tricell Media - Formats : CD, téléchargement numérique                                      | 92                 | - COR: Plus de 984 (2013) |
| Would You Stay For Tea? (차 마실래?)                                                        | - Date de sortie : 2 mai 2013 - Label : Tricell Media - Format : CD, téléchargement numérique                                             | 6                  | - COR: Plus de 10 213     |
| I'm Ill (난 예술이야)                                                                       | - Date de sortie : 22 juillet 2015 - Label : Tricell Media - Formats : CD, téléchargement numérique                                       | 7                  | - COR: Plus de 4 338      |
| "—" montre qu'aucun classement n'a été atteint ou que ce n'est pas sorti dans cette région. | |                    |                           |

### Album live
| Titre                                                                                       | Détails                                                                                     | Meilleure position | Ventes |
| Titre                                                                                       | Détails                                                                                     | COR                | Ventes |
| ------------------------------------------------------------------------------------------- | ------------------------------------------------------------------------------------------- | ------------------ | ------ |
| Hello Venus Live Album 2013                                                                 | - Date de sortie : 13 août 2013 - Label : Tricell Media - Format : téléchargement numérique | —                  |        |
| "—" montre qu'aucun classement n'a été atteint ou que ce n'est pas sorti dans cette région. |                                                                                             |                    |        |

### Singles
| Titre                                                                                       | Année | Meilleure position | Meilleure position | Meilleure position | Album                     |
| Titre                                                                                       | Année | COR                | KOR Hot 100        | US World           | Album                     |
| ------------------------------------------------------------------------------------------- | ----- | ------------------ | ------------------ | ------------------ | ------------------------- |
| "Venus"                                                                                     | 2012  | 35                 | 34                 | —                  | Venus                     |
| "What Are You Doing Today?"                                                                 | 2012  | 37                 | 38                 | —                  | What Are You Doing Today? |
| "Would You Stay For Tea?"                                                                   | 2013  | 33                 | 26                 | —                  | Would You Stay For Tea?   |
| "Sticky Sticky"                                                                             | 2014  | 87                 | —                  | —                  | Pas de sortie d'album     |
| "Wiggle Wiggle"                                                                             | 2015  | 66                 | —                  | 8                  | Pas de sortie d'album     |
| "I'm Ill"                                                                                   | 2015  | 99                 | —                  | —                  | I'm Ill                   |
| "—" montre qu'aucun classement n'a été atteint ou que ce n'est pas sorti dans cette région. |       |                    |                    |                    |                           |

### Singles promotionnels
| Titre                                                                                       | Année | Meilleure position | Meilleure position | Album                     |
| Titre                                                                                       | Année | COR                | KOR Hot 100        | Album                     |
| ------------------------------------------------------------------------------------------- | ----- | ------------------ | ------------------ | ------------------------- |
| "Like a Wave"                                                                               | 2012  | 60                 | 60                 | Like a Wave               |
| "Romantic Love"                                                                             | 2013  | 97                 | —                  | What Are You Doing Today? |
| "—" montre qu'aucun classement n'a été atteint ou que ce n'est pas sorti dans cette région. |       |                    |                    |                           |

### Bande originale
| Titre                | Année | Album                             |
| -------------------- | ----- | --------------------------------- |
| "Where Are You Now?" | 2013  | After School Bokbulbok OST Part 2 |
| "It's Just Love"     | 2014  | Cunning Single Lady OST           |

### Clips vidéos
| Titre                        | Année | Directeur(s) |
| ---------------------------- | ----- | ------------ |
| "Venus"                      | 2012  | Kim Hye-jung |
| "What Are You Doing Today?"  | 2012  | Digipedi     |
| "Would You Stay for Tea?"    | 2013  | Hong Won-ki  |
| "Where Are You Now?"         | 2013  |              |
| "Sticky Sticky"              | 2014  | Hong Won-ki  |
| "Wiggle Wiggle"              | 2015  |              |
| "Soldier Dance"              | 2015  |              |
| "Soldier Dance" (Dance Ver.) | 2015  |              |
| "I'm Ill" (Performance Ver.) | 2015  |              |
| "I'm Ill"                    | 2015  |              |

## Filmographie

### Shows TV
| Année | Titre             | Chaîne     | Membre(s) |
| ----- | ----------------- | ---------- | --------- |
| 2012  | Weekly Idol       | MBC Every1 | Tous      |
| 2013  | Weekly Idol       | MBC Every1 | Tous      |
| 2015  | After School Club | ArirangTV  | Tous      |
| 2015  | Her Secret Weapon | MBC Every1 | Alice     |